# KILLERS キラーズ (2014年の映画)
『KILLERS キラーズ』は2013年製作、2014年2月1日公開のインドネシア・日本共同製作の劇場用映画。劇場公開時はR18+指定だったが、DVD化に際し、R15+指定に緩められた。

## 概要
日本とインドネシアのコラボによるバイオレンス・ムービー。製作総指揮はギャレス・エヴァンス。主演は北村一輝、共演にオカ・アンタラ、高梨臨。監督はスラッシャー映画『マカブル 永遠の血族』で注目され、ハリウッドのホラー・アンソロジー『ABC・オブ・デス』、『V/H/S ネクストレベル』に参加したコンビ、モー・ブラザーズ。

## キャスト
- 野村修平：北村一輝
- バユ：オカ・アンタラ
- 久恵：高梨臨
- ディナ：ルナ・マヤ
- みどり：黒川芽以
- 中年おやじ／樹海の父親：でんでん
- ダルマ：レイ・サヘタピー

## スタッフ
- 監督：モー・ブラザーズ（ティモ・ジャヤントとキモ・スタンボエルの共同名義）[1]
- 製作：千葉善紀、キモ・スタンボエル、西村信次郎、牛山拓二、ティモ・ジャヤント
- 製作総指揮：ギャレス・エヴァンス
- 原案：ティモ・ジャヤント、牛山拓二
- 脚本：ティモ・ジャヤント、牛山拓二
- 撮影：グンナル・ニンプノ